# آستین هیپ
آستین هیپ متخصص رسانه‌ای و مدیر اجرایی مرکز پژوهش سانسور سان فرانسیسکو که پس از انتخابات ریاست جمهوری ایران و اعتراضات گسترده پس از آن برای مبارزه با فیلترینگ و محدودیت‌های شدید ایجاد شده از سوی حکومت ایران در عرصه اینترنت، برنامه فیلتر شکنی را با کمک دنیل کولاسیونه آماده و ارائه کرد.
سیستم فیلترشکن هی استک(Haystack) که توسط او راه اندازی شد موفق به کمک به کاربران ایرانی جهت دور زدن فیلترینگ ایران شد.
پس از ارائه این برنامه وی توسط دولت ایران شناسایی شد و سایت او توسط هکرهای دولتی هک شد و خودش از طریق اینترنت و تلفن تهدید به مرگ گردید به نحوی که دولت آمریکا برای وی محافظ ۲۴ ساعته قرار داده‌است. 
او در فروردین ۱۳۸۹ برنده جایزه «مدیا گاردین» روزنامه گاردین گردید. 